# Aldrans
Aldrans est une commune du district d'Innsbruck-Land, au Tyrol (Autriche). Elle comportait environ 1 968 habitants (en 2001). Aldrans se situe à l'est de la ville d'Innsbruck.